# Lewia alternarina
Lewia alternarina är en svampart som först beskrevs av M.D. Whitehead & J.G. Dicks., och fick sitt nu gällande namn av E.G. Simmons 2007. Lewia alternarina ingår i släktet Lewia och familjen Pleosporaceae.   Inga underarter finns listade i Catalogue of Life.